# Bauer und Arbeiter
Bauer und Arbeiter war eine deutschsprachige kommunistische Zeitung aus Baku, die 1924 erschien. Sie war das Publikationsorgan der deutschen Sektion des Zentralkomitees der Kommunistischen Partei von Aserbaidschan. Die Zeitung erschien wöchentlich. Chefredakteur war A. A. Erfurt.

## Geschichte
Bauer und Arbeiter erschien zuerst im März 1924 mit einer Auflage von ca. 2200 Stück und wurde unter Deutschen in Baku, deutschen Kolonisten in Aserbaidschan sowie in geringer Zahl in Georgien und unter Institutionen in Moskau verteilt. Der Fokus der Zeitung lag auf Haushaltsthemen und Alltäglichkeiten der urbanen und bäuerlichen Bevölkerung in Aserbaidschan und Georgien. Politische Themen wurden weitestgehend neutral dargestellt. Anfänglich wurde Bauer und Arbeiter extern durch den Verlag Poligraftresta gedruckt, was zu häufigen Verzögerungen der Auslieferung der Zeitung führte. Deswegen wurde im September 1924 durch Erfurt, P. Kulfeldt und Schoenberg ein eigener Verlag Bauer und Arbeiter gegründet, mit dem Ziel alle Druckerzeugnisse der deutschen Sektion des Zentralkomitees der Kommunistischen Partei zu verlegen.  Obwohl die Auflage von Bauer und Arbeiter stark stieg, wurde sie plötzlich am 5. November 1924 eingestellt.